# Uraspis helvola
Uraspis helvola es una especie de peces de la familia Carangidae en el orden de los Perciformes.

## Morfología
• Los machos pueden llegar alcanzar los 58 cm de longitud total.

## Distribución geográfica
Se encuentra en el  Atlántico suroriental (Santa Helena), al oeste del Índico (sur del Mar Rojo, Omán y Sri Lanka) y el Pacífico oriental (Hawái). También en el Mar de Arafura.